# Herencia estructural

La formación del centriolo, un orgánulo implicado en la división celular, es un ejemplo de herencia estructural.

La herencia estructural o cortical  es la transmisión  de rasgos  epigenéticos entre los seres vivos mediante la autogeneración de estructuras biomoleculares, en contraste con la transmisión genética de las secuencias de ADN, basada en el apareamiento de bases,  que contribuye a  la mayor parte de la variación genética entre organismos.

## Ejemplos
La propagación de los priones, proteínas capaces de contagiar enfermedades como la encefalopatía espongiforme bovina y  la enfermedad de Creutzfeldt–Jakob es un ejemplo de herencia estructural. También existen priones basados en  estructuras de proteína heredables  en las levaduras. La orientación de la cilia en protozoos como Paramecium  y Tetrahymena, y la orientación de la espiral de la célula en Tetrahymena, y conchas de caracoles también son casos de herencia estructural. Algunos orgánulos también presentan  herencia estructural, como el centriolo. La célula misma, también se puede considerar  un ejemplo de herencia estructural. 

## Historia
La herencia estructural fue descubierta por Tracy Sonneborn y otros investigadores durante la investigación de los protozoos durante los años 1930. Sonneborn demostró durante su búsqueda  que la estructura del cortex del paremecio no dependía de los genes, sino de la estructura cortical de la superficie de los cilios. Estas estructuras formaban una plantilla que se replicaba durante muchas generaciones.
El estudio de herencia estructural, es parte de la síntesis evolutiva extendida.